# 巫女

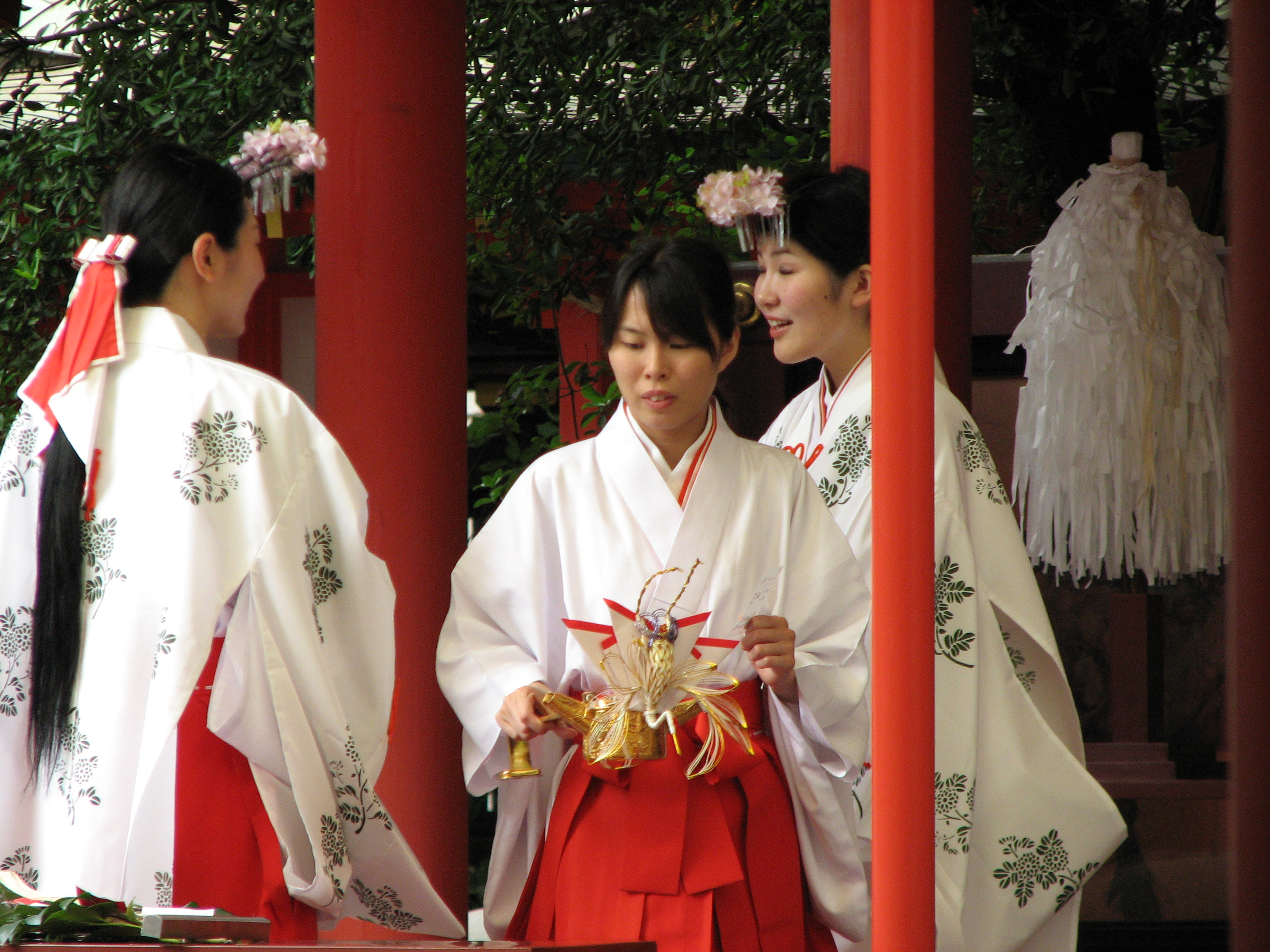
生田神社正在為一個結婚典禮做準備的巫女

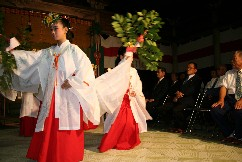
巫女的「浦安之舞」（浦安の舞）

巫女（又稱為「神子」）是日本神社中輔助神職的職務，且不受《男女雇用机会均等法》限制的女性专有工作职位。在某些場合下也會被稱為舞姫或御神子。通常巫女身穿白色上衣及紅色緋袴，代表清新、神聖、無垢之傳統形象，但已不具古代靈媒的身份。

## 來源
齋部廣成《古語拾遺》：「凡造大幣者，亦須依神代之職，齋部之官卛供作諸氏准例造備。然則神祇官神部可有中臣、齋部、猨女、鏡作、玉作、盾作、神服、倭文、麻績等氏。而今唯有中臣齋部等二三氏，自餘諸氏不預考選。神裔亡散其葉將絕。所遺十也。」
《豐受皇太神宮御鎭座本記》：「凡神樂起，在昔素盞嗚神奉爲日神，行甚無狀，種種凌侮。于時，天照太神赫怒，入天石窟，閉磐戶而幽居焉。爾乃六合常闇，晝夜不分。群神愁迷，手足罔厝。凡厥庶事，燎燭而式辨。天御中主神〈止由氣皇太神是也。〉太子高皇產靈神命宣天，會八十万神於天八湍河原。〈雲漢是也。〉深思遠慮，於天石窟戶前，舉庭火，畢作俳優。猿女君祖天鈿女命，採天香山竹，其節間雕風孔通和氣，〈今世號笛類是也。〉亦天香弓興並叩絃，〈今世謂和琴其緣也。〉木木合合而備安樂之聲。移和風顯八音。卽猿女神伸手抗聲，或歌或舞，顯清淨之妙音，供神樂曲調。當此時，欻解神怒，妖氣旣明天，無復風塵。以來風雨時若，日月全度。一陰一陽，萬物之始也；一音一聲，萬樂之基也。神道之奧賾，天地之靈粹。絲竹之要，八音之曲，已以爲貴。故依舊氏之權，猿女氏率來目命孫屯倉男女，轉神代之遺迹，而今供三節祭，永爲後例也。」
在中山太郎、折口信夫等日本民俗學者的學說中，將巫女分為奉職於神社的「神子」與民間口寄系的「市子」。最大的巫女是伊势神宫的齋王。

## 神話上之著名巫女
- 天鈿女命
- 菊理媛命
- 神功皇后
- 倭姬命
- 龜津比女命

## 歷史上之著名巫女
- 卑彌呼
- 出雲阿國
- 伊勢神宮巫女齋王

## 現代的巫女
現代的日本巫女是指負責神社的勤務，並且主要是擔任神職的助手並且負責儀式中神樂舞的女性。
要成為巫女不需要任何認證，不過也有具備神職資格的女性在神社擔任巫女的情況。值得注意的是，巫女一職僅招募女性，且為日本少數不適用《男女雇用机会均等法》的職業。

### 正職巫女
要成為正職巫女的女性不需要任何認證，僅需身心健全即可擔任。正職巫女大多由神職的女兒與近親、或與神社有淵源的女性擔任，但现在外国人也可以担任此职务。在此同時，正職巫女通常不會招募太多人（人數多寡必須以神社規模而定），職缺通常會刊登在報紙之徵人廣告與職業介紹所。除此之外，因為神職的職位不多，也有部分的神職訓練學校的畢業生會爭取擔任正職巫女。
正職巫女服務的年數很短，開始勤務前必須先完成義務教育（實務上通常是高中畢業後），大部分皆在近30歲時退下職務。因此，如果是短期大學或是大學畢業後才開始服務，沒幾年就得退下巫女職務。退下巫女職務後如果轉任神社職員，則會改穿著神社指定的制服與松葉色或是紺色的袴來做為區分。巫女在職務上除了負責祭神等事務，其餘神社行政工作也會比一般女性職員多。
必須注意的是，因为现在日本人口的问题（少子化、老龄化）非常严重，所以有部分神社由於技藝傳承問題，即使正職巫女婚後轉任神社職員也得進行神樂舞蹈、巫女教育。

### 助勤巫女
於日本新年與夏祭時較繁忙的神社會聘用臨時人員協助勤務。這種臨時人員通常以「助勤」、「助務」巫女來稱呼。神社在開放缺額時會獨自發布招募訊息，也有可能會向附近的高中與大學發布招募訊息。此外，神社也會向神職訓練學校招募女學生擔任助勤巫女。
並且根據神社的不同，會以是否穿著千早來區分助勤巫女與正職巫女。

## 形象
在近代，除了歷史和神道之外，巫女還受到很多創作作品的青睞。

## 巫女服

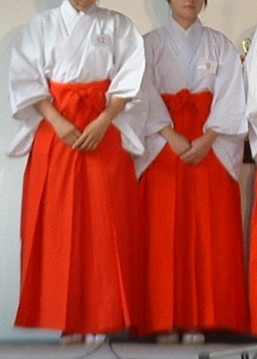
典型的巫女裝束

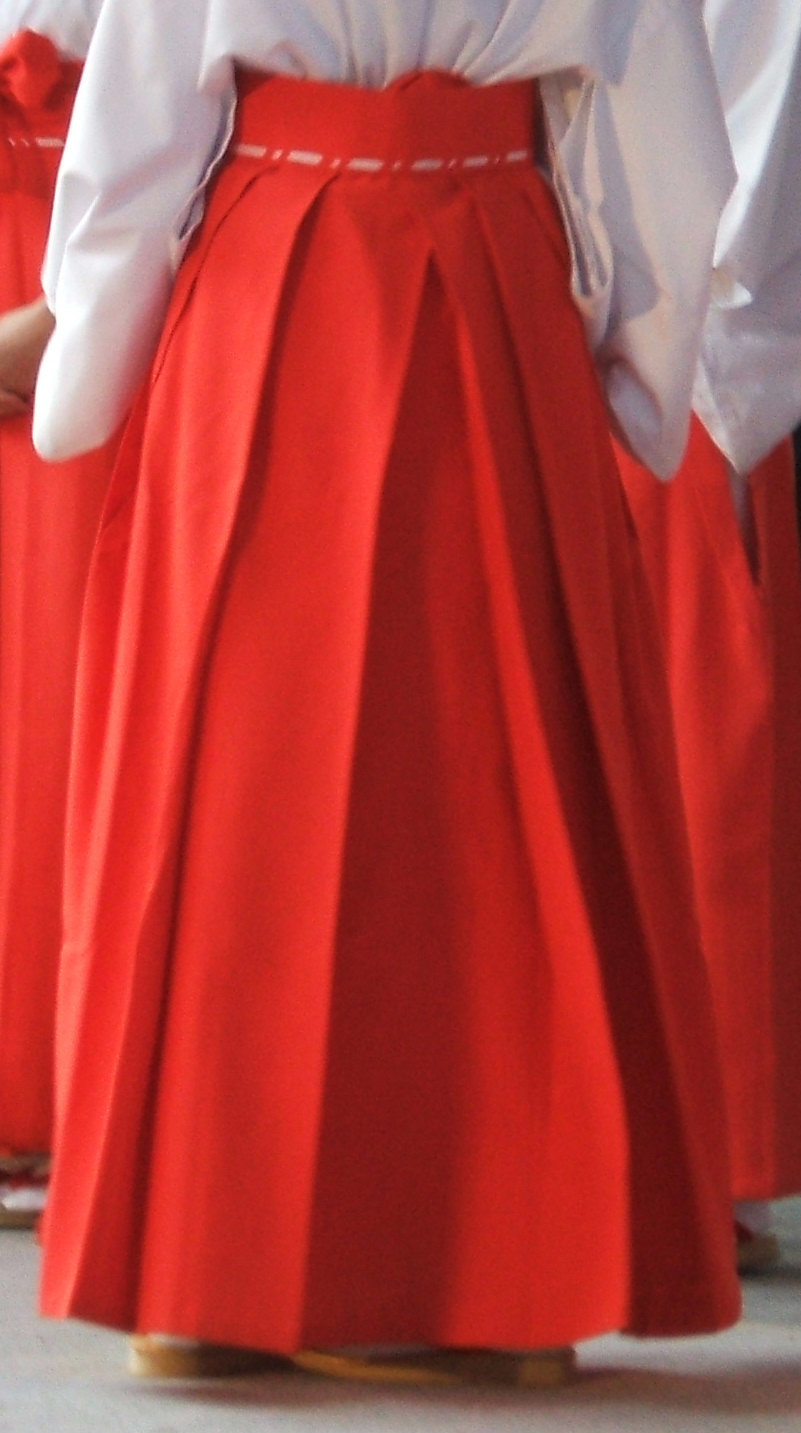
緋袴的背面

巫女服，正式名稱為巫女装束，就是日本巫女作穿著的服飾，主要以白色小袖襦袢和緋袴所組成的日本傳統服裝。原本緋袴是馬乗袴的構型（類似褲裙，與男性和服之袴相同），不過自明治時代的教育者下田歌子為了女學生們研發出行灯袴而大獲好評後，行燈袴也引進巫女的領域中。因此，現代的緋袴一般都是行燈袴，但依然有神社依然採用傳統的馬乘袴。尤其是在跳部分神樂舞時，行燈袴可能會不合適。此外，也有神社會讓年輕女性穿著「暗色」（如洋紅色）的袴。
巫女在進行祈禱儀式與神樂舞等正式場合時，會再披上千早（白色的和服外套，花紋依據階級而定）。
而在髮型上面，會將長髮以檀紙（楮木製成的高級和紙）、水引與裝飾用的丈長組合成絵元結束起。如果頭髮不夠長，則會再以假髮將其加長。

## 外部連結
- 巫女　まごころを継ぐ者 （页面存档备份，存于）
- 日本巫女史 （页面存档备份，存于）
- 平成之巫女 （页面存档备份，存于）
- 神道五部書 （页面存档备份，存于）
- 古語拾遺 （页面存档备份，存于）
- Komica巫女版論壇